# 1598 Paloque
Az 1598 Paloque (ideiglenes jelöléssel 1950 CA) a Naprendszer kisbolygóövében található aszteroida. Louis Boyer fedezte fel 1950. február 11-én, Algírban.